# Byte (dériveur)
Pour les articles homonymes, voir Byte (homonymie).
Le Byte est une classe de dériveur léger monotype en solitaire de 12 pieds (3,60 m), de série internationale reconnue par l'ISAF depuis 1996.

## Description
Ce voilier est destiné aux compétiteurs de poids léger, jeunes venant de l'Optimist, ou aux gabarits moyens masculins et féminins adaptés au Laser radial ou à l'Europe.
La voilure du Byte, voilier conçu par l'industriel et navigateur Canadien Ian Bruce, a été redessinée par Julian Bethwaite, architecte partenaire de Ian Bruce pour la conception des 29er et 49er. Cette évolution du Byte, initiée en 2004, a donné naissance au Byte CII (comme Carbon two piece mast), à mâture souple et voile lattée dont le dévers automatique est ajustable par un cunningham (self de-powering rig), typique des dériveurs légers modernes de type skiff.

## Historique du Byte
Le Byte a été conçu par Ian Bruce en 1990. 

## Naissance du Byte CII
Mât en deux parties : le bas en fibre de carbone, la partie supérieure en fibre de carbone et principalement en résine de verre.

## Compétitions
L'ISAF a choisi le Byte CII comme dériveur en solitaire garçons et filles pour les Jeux olympiques de la jeunesse d'été de 2010